# Rio Egreşu
O Rio Egreşu é um rio da Romênia, afluente do Homorodul Mare, localizado no distrito de Harghita.